# 史密斯菲尔德 (弗吉尼亚州)
史密斯菲尔德（Smithfield, Virginia）是位于美国弗吉尼亚州怀特岛县的一个小镇，首批殖民者於西元1634進入此地。根据2010年美国人口普查，共有8,089居民。史密斯菲尔德以史密斯菲尔德火腿而聞名，被誉为“世界火腿之都”。世界最大猪肉企业史密斯菲尔德食品公司的总部位于此地，該公司於2014年被中國大陸一家公司買收。